# Christophe Munzihirwa
Christophe Munzihirwa Mwene Ngabo (1926 – 29 de outubro de 1996) foi um prelado da República Democrática do Congo que serviu como Arcebispo de Bukavu e foi um membro professo dos Jesuítas. Munzihirwa serviu como coadjutor e mais tarde como Bispo de Kasongo e foi um defensor  relevante dos direitos humanos em face do conflito que ceifou sua própria vida. Ele estudou ciências sociais e economia no exterior antes de retornar à sua terra natal, onde serviu como vigário paroquial e diretor espiritual, tudo antes de sua nomeação episcopal.
A causa para sua canonização foi aberta sob o Papa Francisco em meados de 2016 e o processo formal começou vários meses depois; ele agora tem o título póstumo que o reconhece como um Servo de Deus. Foi apelidado de "Oscar Romero do Congo".